# Вольфганг фон Клюге
Вольфганг Клюге, з 1913 року — фон Клюге (нім. Wolfgang von Kluge; 5 травня 1892, Штеттін —  30 жовтня 1976, Вальштедт) — німецький воєначальник, генерал-лейтенант вермахту. Кавалер Лицарського хреста Залізного хреста.

## Біографія
Син генерал-майора Макса Клюге, який в 1913 році одержав спадкове дворянство. Молодший брат генерал-фельдмаршала Гюнтера фон Клюге.
22 березня 1912 року поступив на службу в Імперську армію. Учасник Першої світової війни. Після демобілізації армії залишений у рейхсвері. З 10 листопада 1938 року — начальник штабу польової інспекції при Теодорові Гайбі. З 1 жовтня 1940 року — командир 31-го артилерійського полку. З 15 вересня 1941 року — артилерійський командир 107. З 1 жовтня 1942 року — командир 292-ї піхотної дивізії. 20 липня 1943 року поранений, до 1 листопада перебував на лікуванні, після чого відправлений у резерв ОКГ. З 1 грудня 1943 року — командир новоствореної 357-ї піхотної дивізії, з 15 червня по 1 липня 1944 року — дивізії №408, яка виконувала навчальні функції, а з 6 липня 1944 року — 226-ї піхотної дивізії і, одночасно, комендант фортеці Дюнкерк. Через причетність Гюнтера фон Клюге до Липневої змови «політична благонадійність» Вольфганга в очах нацистських лідерів різко знизилась. 19 вересня 1944 року здав командування і покинув Дюнкерк. 31 грудня 1944 року звільнений у відставку. Після війни був головою Союзу німецьких солдатів у Шлезвіг-Гольштейні.

## Звання
- Лейтенант (22 березня 1912)
- Обер-лейтенант (18 серпня 1917)
- Гауптман (1 квітня 1925)
- Майор (1 травня 1934)
- Оберст-лейтенант (1 жовтня 1936)
- Оберст (1 червня 1939)
- Генерал-майор (1 жовтня 1942)
- Генерал-лейтенант (1 квітня 1943)

## Нагороди
- Залізний хрест 2-го і 1-го класу
- Нагрудний знак «За поранення» в чорному
- Почесний хрест ветерана війни з мечами
- Медаль «За вислугу років у Вермахті» 4-го, 3-го, 2-го і 1-го класу (25 років)
- Застібка до Залізного хреста 2-го і 1-го класу
- Медаль «За зимову кампанію на Сході 1941/42»
- Німецький хрест в золоті (28 листопада 1942)
- Лицарський хрест Залізного хреста (29 серпня 1943)